# Conga (bướm nhảy)
Conga là một chi bướm ngày thuộc họ Bướm nâu.